# József Rády
József Rády, född 22 september 1884 i Szekszárd, död 11 oktober 1957 i Balatonkenese, var en ungersk fäktare.
Rády blev olympisk guldmedaljör i sabel vid sommarspelen 1928 i Amsterdam.